# Erve (Italië)
Erve is een gemeente in de Italiaanse provincie Lecco (regio Lombardije) en telt 758 inwoners (31-12-2004). De oppervlakte bedraagt 6,2 km², de bevolkingsdichtheid is 123 inwoners per km².

## Demografie
Erve telt ongeveer 320 huishoudens. Het aantal inwoners steeg in de periode 1991-2001 met 6,1% volgens cijfers uit de tienjaarlijkse volkstellingen van ISTAT.
| Jaar | Inwoneraantal |
| ---- | ------------- |
| 1991 | 693           |
| 2001 | 735           |
| 2013 | 674           |

## Geografie
Erve grenst aan de volgende gemeenten: Brumano (BG), Calolziocorte, Carenno, Lecco, Valsecca (BG), Vercurago.